# Montlaurès
Montlaurès és un jaciment arqueològic a pocs quilòmetres de Narbona que va estar ocupat des del segle vi aC fins a l'edat mitjana. Inicialment va pertànyer als elísics, un poble iber o iber-lígur i Montlaurès era un centre comercial a la rodalia del riu Aude. Quan els romans es van establir a Narbona (118 aC) Montlaurès va perdre importància però encara va estar ocupada durant uns quants segles més. Des de 1889 s'han fet diverses campanyes d'excavacions i s'han trobat ceràmiques, monedes i altres objectes que han aportat dades sobre els seus habitants.